# ブレイザー ERA

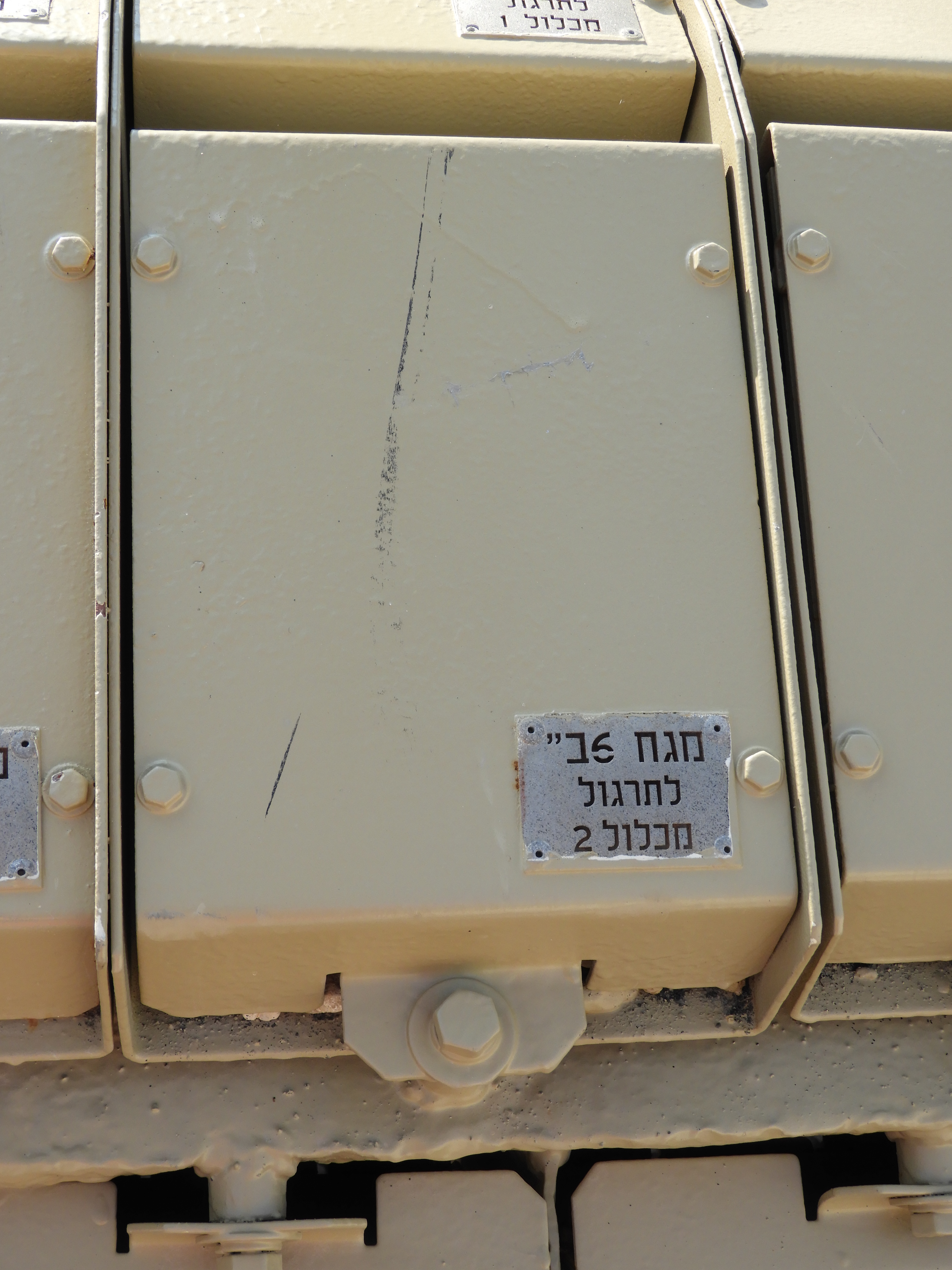
ブレイザーERAの装甲モジュール

ブレイザー ERA（ブレイザー イー・アール・エー、英語: Blazer ERA, Explosive Reactive Armour, ブレイザー爆発反応装甲）は、1970年代にイスラエル国防軍の兵器開発部門ラファエルの主導によって開発された、装甲戦闘車両用の爆発反応装甲である。この種の爆発反応装甲としては世界で最初に実用化されたものの一つで、1982年の第一次レバノン戦争（ガリラヤの平和作戦）において実戦投入された。

## 開発・運用
爆発反応装甲の最初の理論は1949年頃にソビエト連邦の鋼鉄科学研究所（NII Stali）に所属するボグダン・ヴィャチェスラヴォヴィッチ・ヴォイチェクスキー博士によって考案されており、1960年代にテストが行われたが試作品が誤作動（誤爆発）するなど問題が相次ぎ、研究は一度中断された。
1967年の第三次中東戦争の後、イスラエル国防軍ラファエル部門の依頼を受けた西ドイツのマンフレート・ヘルト博士とポーランドのハイム・ポッチェンカ博士のチームが同様の研究を行い、爆発反応装甲の実用化に近づきつつあった。
1973年の第四次中東戦争において、イスラエルの戦車部隊はエジプト軍の9M14 マリュートカ（AT-3 サガー）対戦車ミサイルによって大損害を受け、これを受けてイスラエル軍におけるERAの実用化が本格的に進められ、1970年代末期頃にセンチュリオン（ショット・カル）戦車およびM48/M60（マガフ）戦車への搭載が始められた。
ERAを搭載したショット・カルおよびマガフ戦車は、1982年の第一次レバノン戦争（ガリラヤの平和作戦）において初めて実戦投入され、有効性が確認された。この戦争中、スルタン・ヤクーブの戦いにおいてイスラエル軍の車列がシリア軍の待ち伏せ攻撃を受け、ERAを装着したM48（マガフ3）戦車がシリア軍によって鹵獲された。この戦車はソビエト連邦に輸送され、NII Staliにおける爆発反応装甲の研究開発に使用された。尚、この戦車はその後クビンカ戦車博物館にERAを装着した状態で展示されていたが、2016年にイスラエルに返還されている。
開発されたERAにはブレイザー（Blazer）の名称が付けられ、イスラエルのイスラエル・ミリタリー・インダストリーズによって量産され、輸出販売も行われた。

## 機能
ブレイザーERAは戦車の車体や砲塔に装着され、HEAT弾（成形炸薬弾）や対戦車ミサイルに対する防護を付加する。また、これらの装甲は小銃弾や口径23mm以下の機関砲弾、手榴弾や迫撃砲弾・野戦砲弾の破片、炎や溶接の火花などでは作動しないよう設計されている。
イスラエル・ミリタリー・インダストリーズの資料によれば、ブレイザーERAは以下のような防御能力を持つ。
- 飛翔体の衝突角度30°（NATO 60°）での9M14 マリュートカ（AT-3 サガー）対戦車ミサイルに対する砲塔側面の完全な防護
- あらゆる衝突角度の9M14 マリュートカ（AT-3 サガー）対戦車ミサイルに対する車体前面の70％以上の面積の完全な防護
- あらゆる衝突角度のRPG-7携帯式対戦車ロケットランチャー弾頭に対する完全な防護

ブレイザーERAを戦車に装着すると、車両重量が約1,000kg増加する。装着や取り外しは、あらかじめ車体に溶接したアダプターへのボルト止めによって実施可能である。
ブレイザーERAはイスラエル軍のショット・カルおよびマガフ戦車に装着され、また、ショット・カル戦車をベースに開発された重装甲兵員輸送車（ナグマショット/ナグマホン/ナクパドン）でも使用されている。また、シリアやエジプトから鹵獲したティラン戦車にも（おそらく少数）導入された。
海外では、1991年の湾岸戦争に投入されたアメリカ海兵隊のM60A1 RISEや、2003年のイラク戦争に投入されたアメリカ陸軍のM2/M3ブラッドレイにラファエル製ERAが装着されている。また。スロベニア軍が1990年代末期にT-55を独自改修したM-55S戦車にも、イスラエル製ERAが導入されている。
一方で、ブレイザーERAは徹甲弾（運動エネルギー弾）やタンデム弾頭式の成形炸薬弾に対する防護能力は小さく、また装甲モジュールの爆発による随伴歩兵への被害などの懸念も考えられる事から、イスラエル軍は1990年代以降、マガフ戦車やメルカバ戦車へのパッシブ式増加装甲の追加装着を進め、2000年代以降は対戦車ミサイルや携帯式対戦車ロケットランチャーに対するアクティブ防護システム（APS）の開発および実戦配備を積極的に進めている。

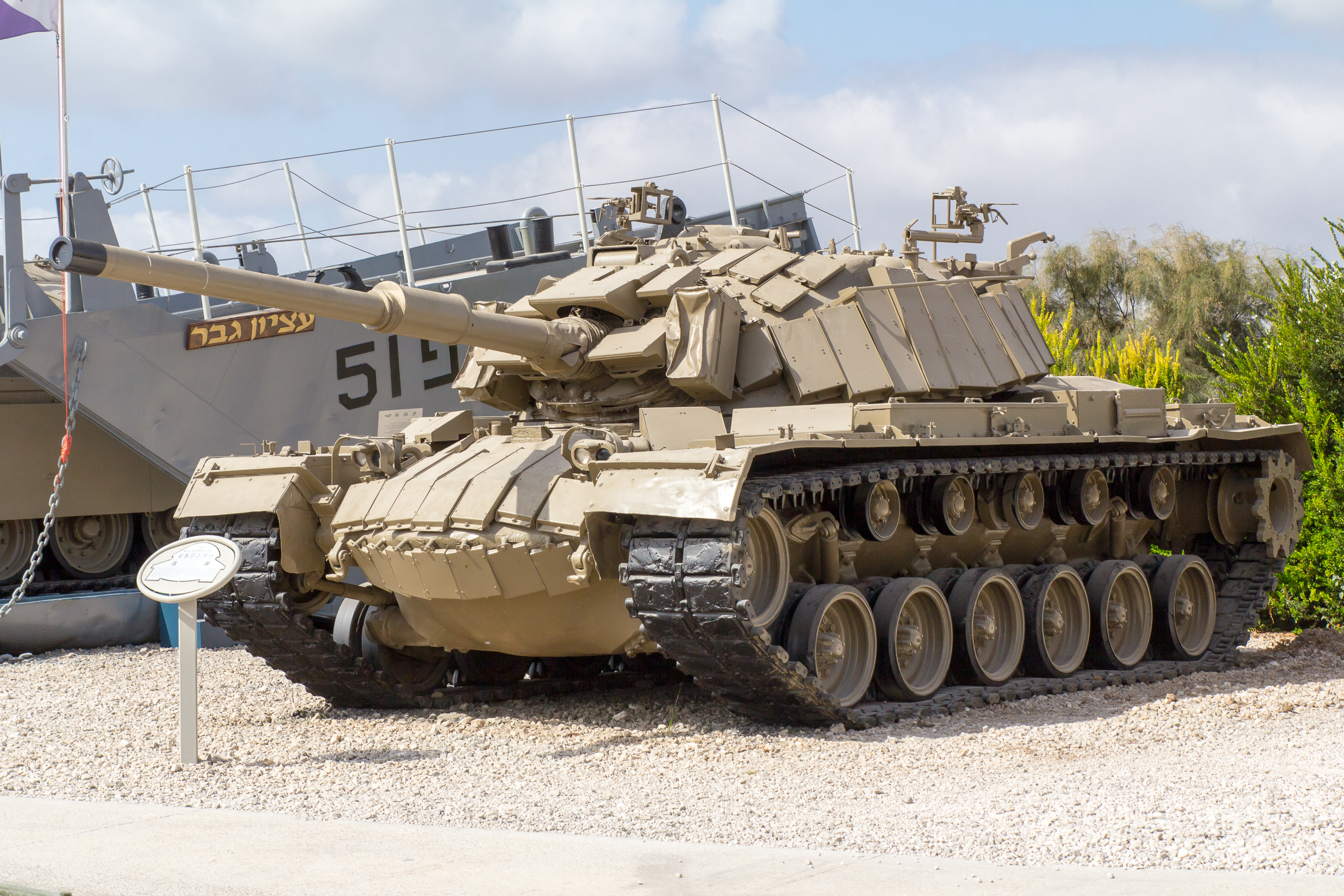
ERAを装着したマガフ3。本車は1982年にシリア軍に鹵獲されてソ連に送られ、2016年にイスラエルに返還された車両である。
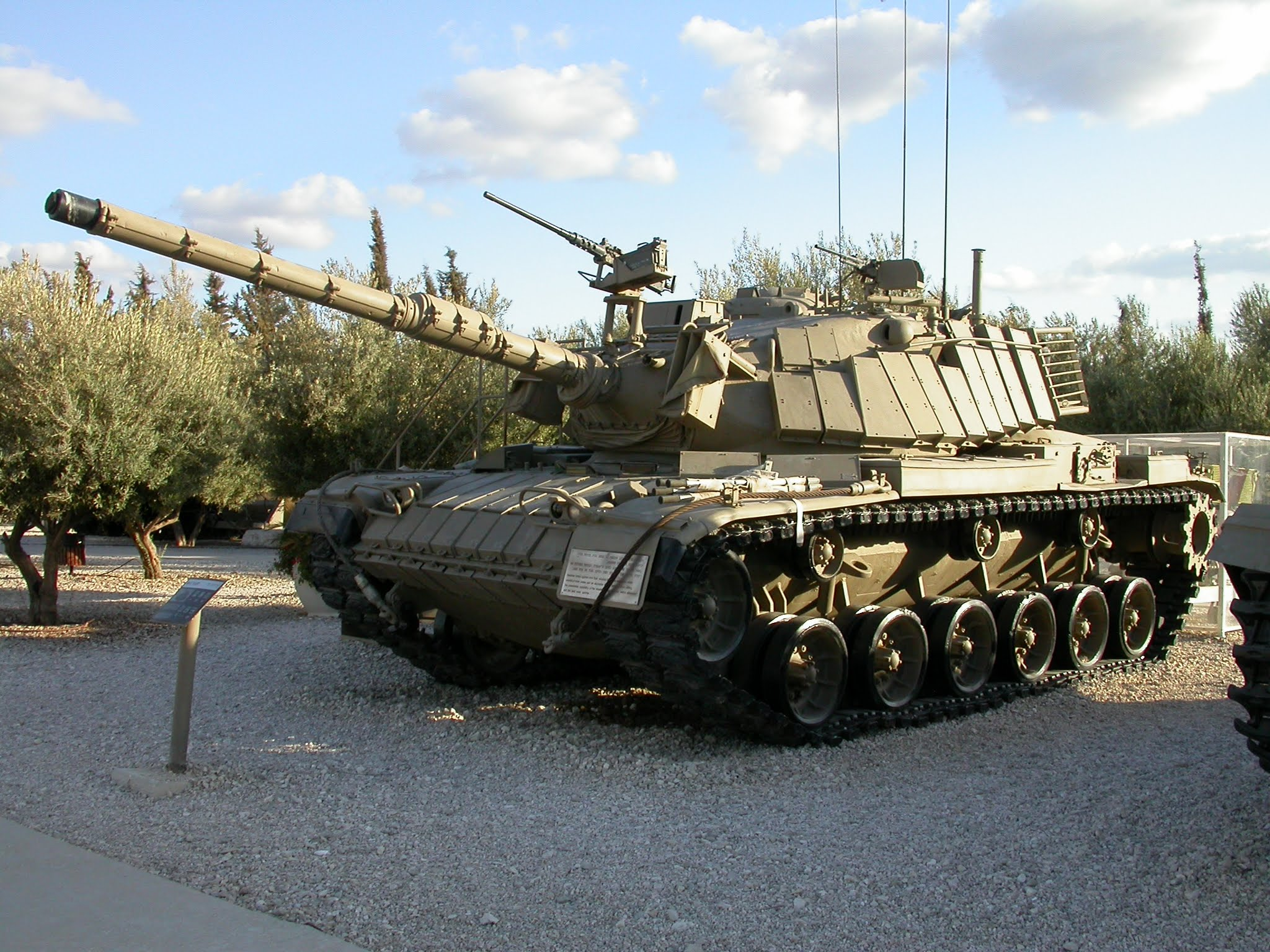
ERAを装着したマガフ6Bガル。
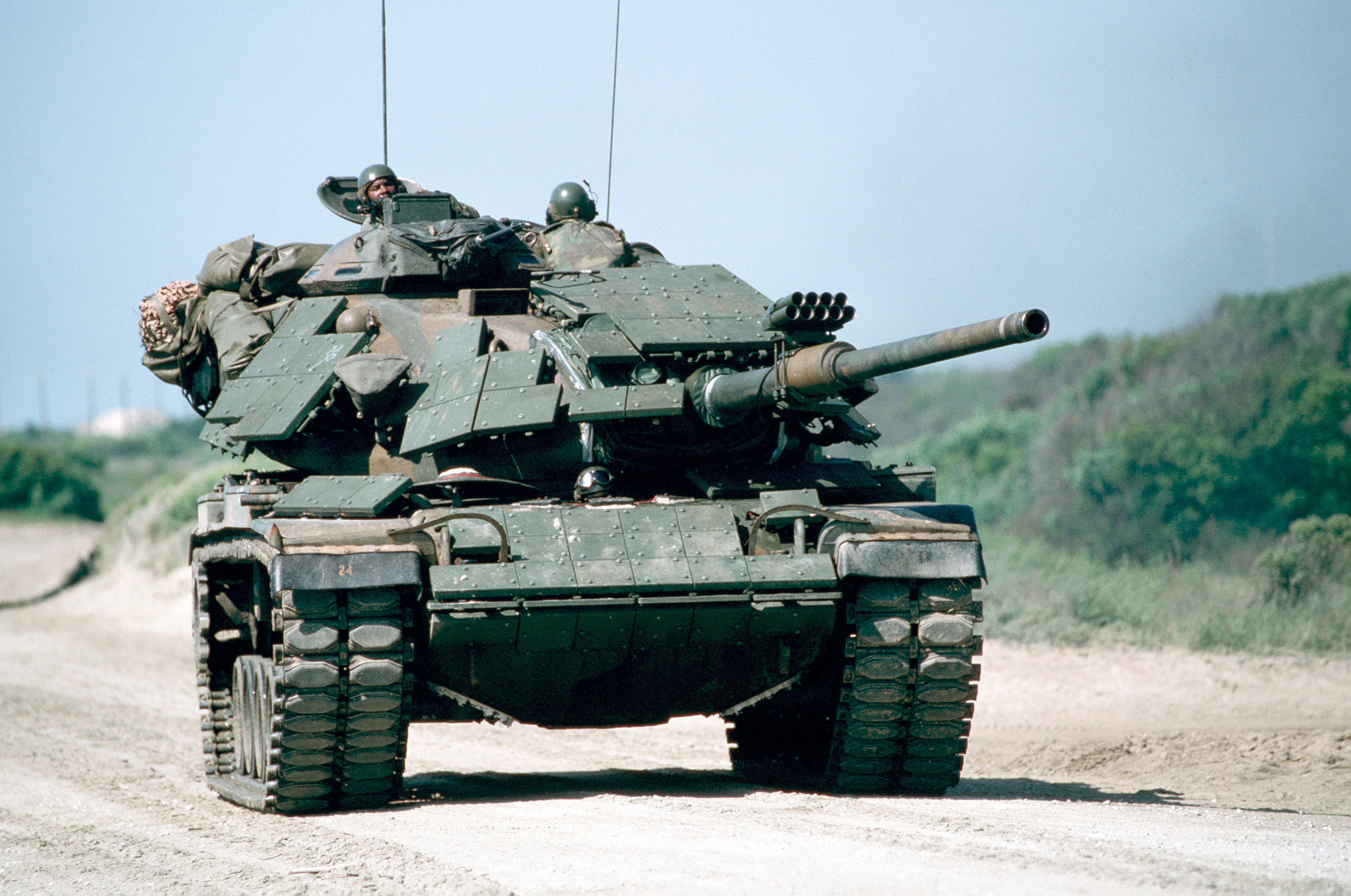
ERAを装着したアメリカ海兵隊のM60A1 RISE
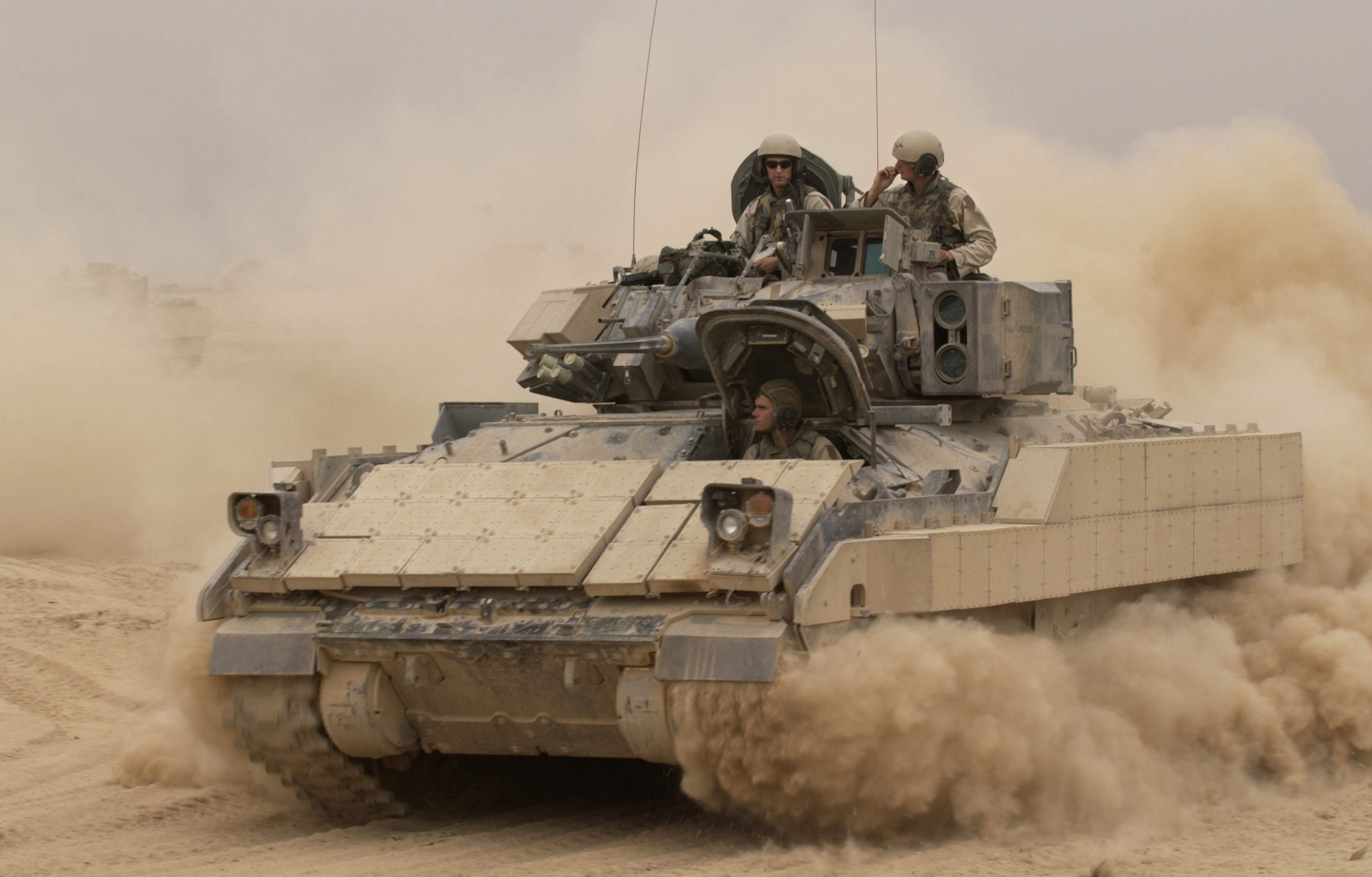
ラファエル製『Armor-Shield-R』を装着したアメリカ陸軍のM2A3ブラッドレイ
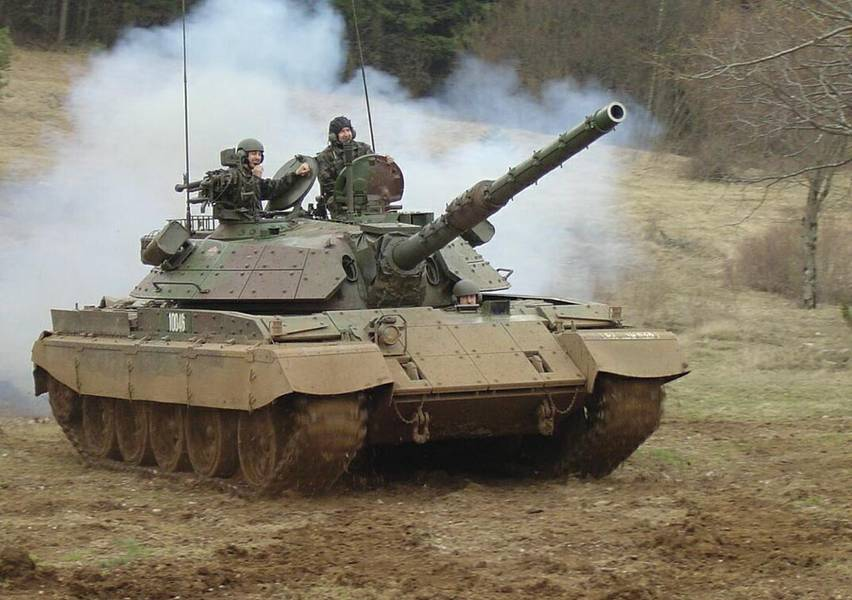
ERAを装着したスロベニア軍のM-55S